# La Libre Belgique

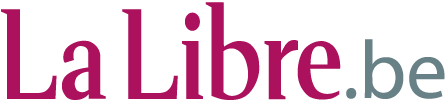
Logo

La Libre Belgique („Das freie Belgien“) ist eine 1915 gegründete belgische Tageszeitung in französischer Sprache. Sie gehört zu den meistgelesenen in Belgien und findet in allen drei Regionen etwa gleich viel Absatz (43,5 % in Wallonien, 30 % in Flandern und 26 % in Brüssel-Hauptstadt).
Die Zeitung gilt als konservatives Intelligenzblatt. Bis 1999 war sie sehr stark katholisch orientiert. Der Anteil an Lesern aus dem gehobenen Bürgertum ist mit 15,7 % sehr hoch im Vergleich zu anderen französischsprachigen Tageszeitungen wie Le Soir (6,3 %).
La Libre Belgique bietet sechs verschiedene Regionalteile an: La Libre Belgique Brabant Wallon in der Provinz Wallonisch-Brabant, La Libre Belgique Flandre in der flämischen Region, La Libre Belgique Gazette de Liège in der Provinz Lüttich, La Libre Belgique Hainaut in der Provinz Hennegau und La Libre Belgique Namur-Luxembourg in den Provinzen Namur und Luxemburg.